# Torrijas
Torrijas is een gemeente in de Spaanse provincie Teruel in de regio Aragón met een oppervlakte van 57,34 km². Torrijas telt 45 inwoners (1 januari 2016).

## Demografische ontwikkeling
Bron: INE, 1857-2011: volkstellingen